# Casa San Sebastián (Charo)

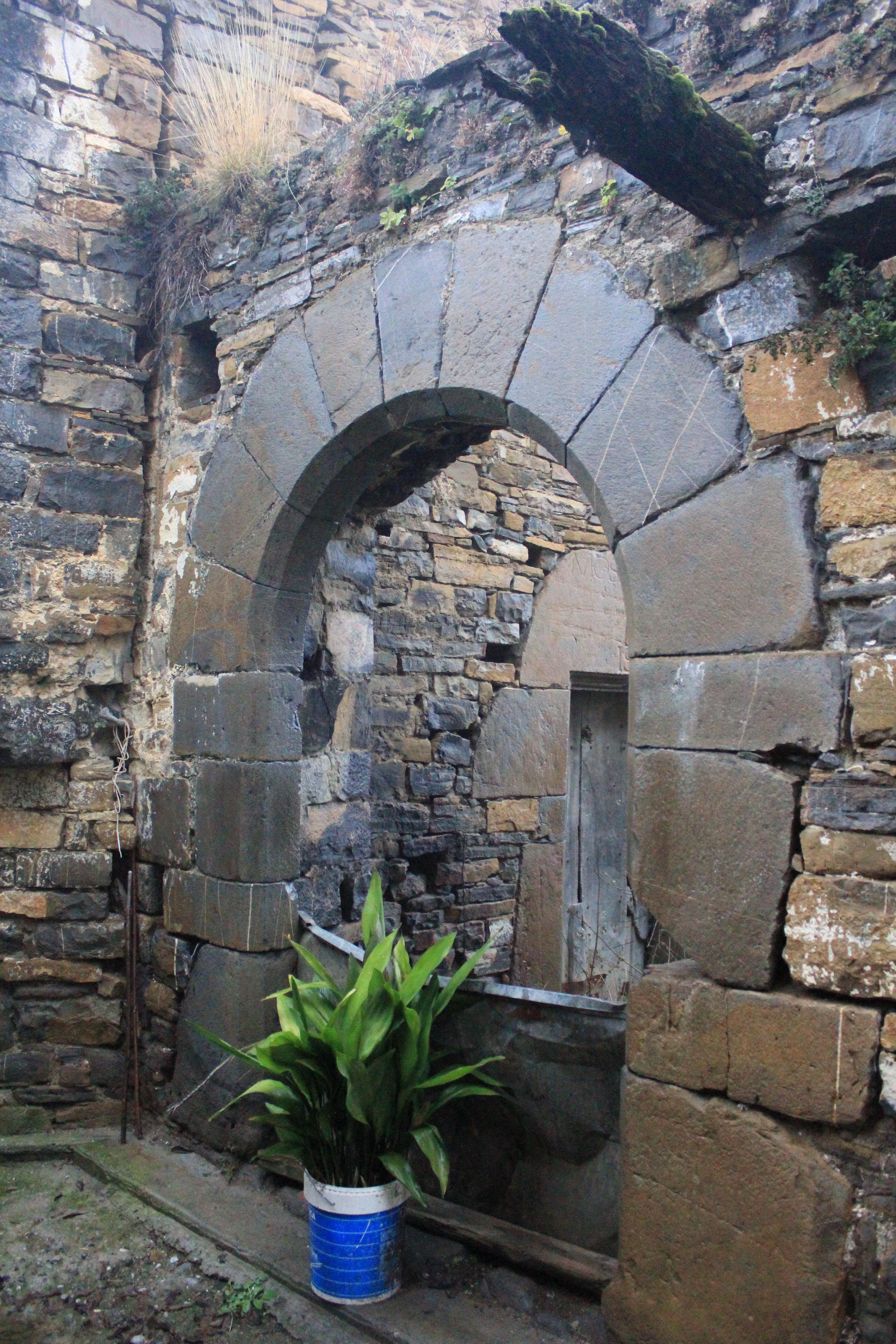
Ruine der Casa San Sebastián

Die Casa San Sebastián in Charo, einem Ortsteil der spanischen Gemeinde La Fueva in der Provinz Huesca der Autonomen Gemeinschaft Aragonien, wurde 1584 erbaut. Das befestigte Wohnhaus ist als Bien de Interés Cultural (Baudenkmal) klassifiziert.

## Beschreibung
Die Casa San Sebastián ist ein typisches Beispiel eines befestigten Wohnhauses in der Region Alto Aragón, dem nördlichen Aragonien in den Pyrenäen. Die Region war im 16. Jahrhundert durch politische und soziale Konflikte gekennzeichnet. Gleichzeitig machten Banden das Gebiet unsicher. 
In der Casa San Sebastián, die heute nur noch als Ruine erhalten ist, befindet sich die Kapelle San Sebastián. Der Eingang des zweigeschossigen Hauses ist mit der Inschrift „MOSE JOA d LANAU 1584“ versehen. 